# Grand Prix Formule 1 van Duitsland 2010

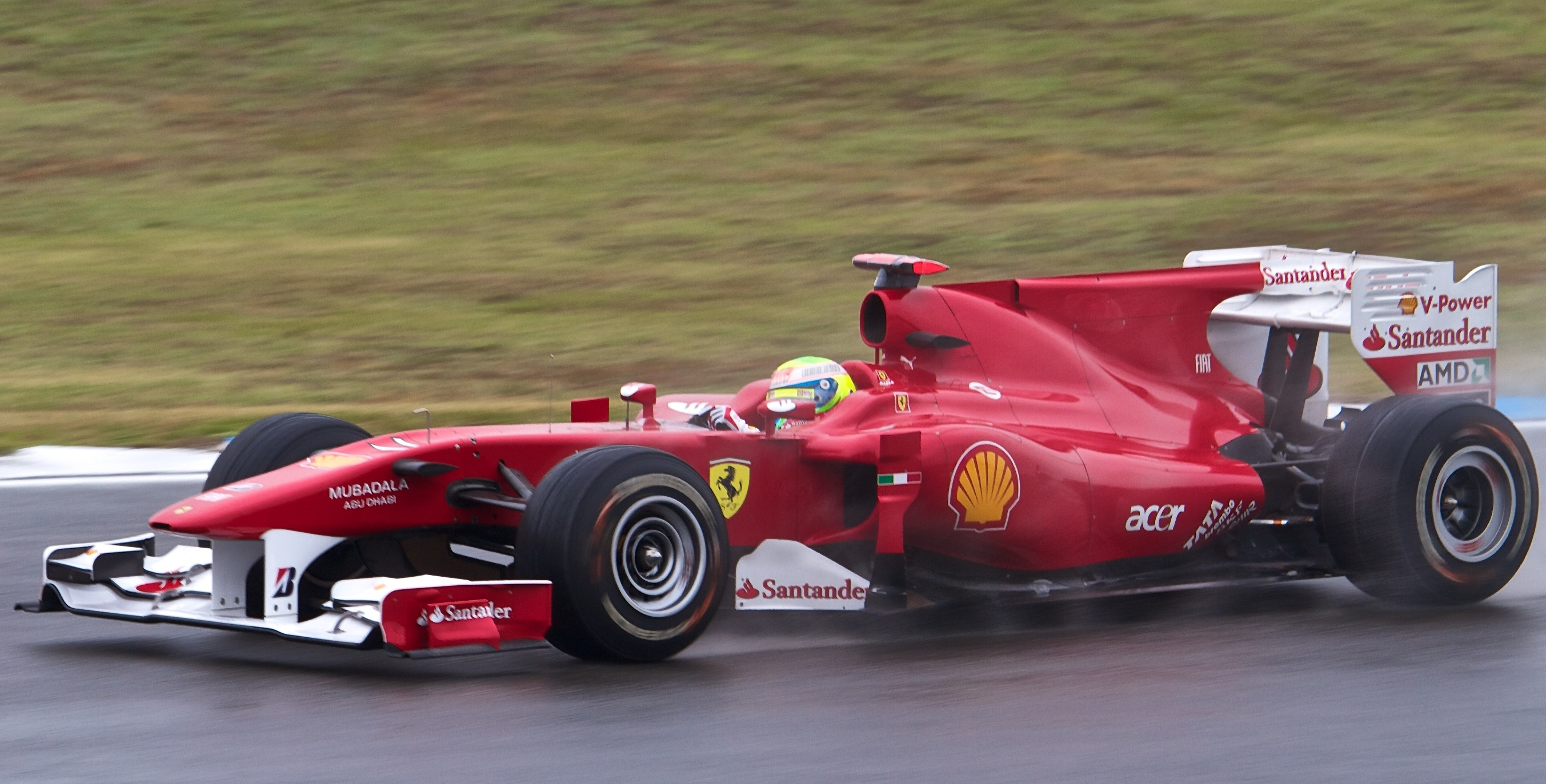
Felipe Massa reed op Hockenheim lange tijd aan de leiding, totdat de Ferrari-coureur door zijn teamleiding werd verzocht om plaats te maken voor zijn teamgenoot Fernando Alonso, wat de Braziliaan prompt deed. Het leverde Alonso de winst op en zijn teamleiding een fikse boete.

De Grand Prix Formule 1 van Duitsland 2010 werd verreden op 25 juli 2010. De race vond plaats op de Hockenheimring.
Op de dag voor de race veroverde Sebastian Vettel de poleposition, met slechts 0,002 seconde voorsprong op Fernando Alonso. Derde werd Felipe Massa.
De race werd gewonnen door Fernando Alonso, voor zijn teamgenoot bij Scuderia Ferrari Felipe Massa en Sebastian Vettel. Na de race kreeg het team van Ferrari echter een boete van $100.000,- vanwege teamorders.

## Kwalificatie
| Positie | Nr | Coureur            | Constructeur          | Q1        | Q2       | Q3       | Grid |
| ------- | -- | ------------------ | --------------------- | --------- | -------- | -------- | ---- |
| 1       | 5  | Sebastian Vettel   | Red Bull-Renault      | 1:15.152  | 1:14.249 | 1:13.791 | 1    |
| 2       | 8  | Fernando Alonso    | Ferrari               | 1:14.808  | 1:14.081 | 1:13.793 | 2    |
| 3       | 7  | Felipe Massa       | Ferrari               | 1:15.216  | 1:14.478 | 1:14.290 | 3    |
| 4       | 6  | Mark Webber        | Red Bull-Renault      | 1:15.334  | 1:14.340 | 1:14.347 | 4    |
| 5       | 1  | Jenson Button      | Team McLaren-Mercedes | 1:15.823  | 1:14.716 | 1:14.427 | 5    |
| 6       | 2  | Lewis Hamilton     | Team McLaren-Mercedes | 1:15.505  | 1:14.488 | 1:14.566 | 6    |
| 7       | 11 | Robert Kubica      | Renault F1            | 1:15.736  | 1:14.835 | 1:15.079 | 7    |
| 8       | 9  | Rubens Barrichello | Williams-Cosworth     | 1:16.398  | 1:14.698 | 1:15.109 | 8    |
| 9       | 4  | Nico Rosberg       | Mercedes GP           | 1:16.178  | 1:15.018 | 1:15.179 | 9    |
| 10      | 10 | Nico Hülkenberg    | Williams-Cosworth     | 1:16.387  | 1:14.943 | 1:15.339 | 10   |
| 11      | 3  | Michael Schumacher | Mercedes GP           | 1:16.084  | 1:15.026 |          | 11   |
| 12      | 23 | Kamui Kobayashi    | BMW Sauber-Ferrari    | 1:15.951  | 1:15.084 |          | 12   |
| 13      | 12 | Vitaly Petrov      | Renault F1            | 1:16.521  | 1:15.307 |          | 13   |
| 14      | 14 | Adrian Sutil       | Force India-Mercedes  | 1:16.220  | 1:15.467 |          | 19   |
| 15      | 22 | Pedro de la Rosa   | BMW Sauber-Ferrari    | 1:16.450  | 1:15.550 |          | 14   |
| 16      | 17 | Jaime Alguersuari  | Toro Rosso-Ferrari    | 1:16.664  | 1:15.588 |          | 15   |
| 17      | 16 | Sébastien Buemi    | Toro Rosso-Ferrari    | 1:16.029  | 1:15.974 |          | 16   |
| 18      | 18 | Jarno Trulli       | Lotus-Cosworth        | 1:17.583  |          |          | 17   |
| 19      | 19 | Heikki Kovalainen  | Lotus-Cosworth        | 1:18.300  |          |          | 18   |
| 20      | 24 | Timo Glock         | Virgin-Cosworth       | 1:18.343  |          |          | 24   |
| 21      | 21 | Bruno Senna        | HRT-Cosworth          | 1:18.592  |          |          | 20   |
| 22      | 15 | Vitantonio Liuzzi  | Force India-Mercedes  | 1:18.952  |          |          | 21   |
| 23      | 20 | Sakon Yamamoto     | HRT-Cosworth          | 1:19.844  |          |          | 22   |
| 24      | 25 | Lucas di Grassi    | Virgin-Cosworth       | geen tijd |          |          | 23   |

## Race
| Positie | Nr | Coureur            | Constructeur         | Rondes | Tijd/Oorzaak uitval | Grid | Punten |
| ------- | -- | ------------------ | -------------------- | ------ | ------------------- | ---- | ------ |
| 1       | 8  | Fernando Alonso    | Ferrari              | 67     | 1:27.38.684         | 2    | 25     |
| 2       | 7  | Felipe Massa       | Ferrari              | 67     | +4.196              | 3    | 18     |
| 3       | 5  | Sebastian Vettel   | Red Bull-Renault     | 67     | +5.121              | 1    | 15     |
| 4       | 2  | Lewis Hamilton     | McLaren-Mercedes     | 67     | +26.896             | 6    | 12     |
| 5       | 1  | Jenson Button      | McLaren-Mercedes     | 67     | +29.482             | 5    | 10     |
| 6       | 6  | Mark Webber        | Red Bull-Renault     | 67     | +43.606             | 4    | 8      |
| 7       | 11 | Robert Kubica      | Renault              | 66     | +1 ronde            | 7    | 6      |
| 8       | 4  | Nico Rosberg       | Mercedes GP          | 66     | +1 ronde            | 9    | 4      |
| 9       | 3  | Michael Schumacher | Mercedes GP          | 66     | +1 ronde            | 11   | 2      |
| 10      | 12 | Vitaly Petrov      | Renault              | 66     | +1 ronde            | 13   | 1      |
| 11      | 23 | Kamui Kobayashi    | BMW Sauber-Ferrari   | 66     | +1 ronde            | 12   |        |
| 12      | 9  | Rubens Barrichello | Williams-Cosworth    | 66     | +1 ronde            | 8    |        |
| 13      | 10 | Nico Hülkenberg    | Williams-Cosworth    | 66     | +1 ronde            | 10   |        |
| 14      | 22 | Pedro de la Rosa   | BMW Sauber-Ferrari   | 66     | +1 ronde            | 14   |        |
| 15      | 17 | Jaime Alguersuari  | Toro Rosso-Ferrari   | 66     | +1 ronde            | 15   |        |
| 16      | 15 | Vitantonio Liuzzi  | Force India-Mercedes | 65     | +2 ronden           | 21   |        |
| 17      | 14 | Adrian Sutil       | Force India-Mercedes | 65     | +2 ronden           | 19   |        |
| 18      | 24 | Timo Glock         | Virgin-Cosworth      | 64     | +3 ronden           | 23   |        |
| 19      | 21 | Bruno Senna        | HRT-Cosworth         | 63     | +4 ronden           | 20   |        |
| DNF     | 19 | Heikki Kovalainen  | Lotus-Cosworth       | 56     | Ongeval             | 18   |        |
| DNF     | 25 | Lucas di Grassi    | Virgin-Cosworth      | 50     | Versnellingsbak     | 24   |        |
| DNF     | 20 | Sakon Yamamoto     | HRT-Cosworth         | 19     | Motor               | 22   |        |
| DNF     | 18 | Jarno Trulli       | Lotus-Cosworth       | 3      | Versnellingsbak     | 17   |        |
| DNF     | 16 | Sébastien Buemi    | Toro Rosso-Ferrari   | 1      | Crash               | 16   |        |

## Noot
- Dit was de vijfde snelste ronde voor Sebastian Vettel.

1931 · 1932 · 1934 · 1935 · 1936 · 1937 · 1938 · 1939 · 1951 · 1952 · 1953 · 1954 · 1956 · 1957 · 1958 · 1959 · 1961 · 1962 · 1963 · 1964 · 1965 · 1966 · 1967 · 1968 · 1969 · 1970 · 1971 · 1972 · 1973 · 1974 · 1975 · 1976 · 1977 · 1978 · 1979 · 1980 · 1981 · 1982 · 1983 · 1984 · 1985 · 1986 · 1987 · 1988 · 1989 · 1990 · 1991 · 1992 · 1993 · 1994 · 1995 · 1996 · 1997 · 1998 · 1999 · 2000 · 2001 · 2002 · 2003 · 2004 · 2005 · 2006 · 2008 · 2009 · 2010 · 2011 · 2012 · 2013 · 2014 · 2016 · 2018 · 2019